# Прітвіварман
Прітвіварман (гінді प्रथ्वीवर्मन; д/н — 1128/1129) — магараджахіраджа Джеджа-Бхукті близько 1120—1128/1129 роках. Відомий з написів своїх наступників — на мідній пластині Аугасі; кам'яному написі в Мау, 2 скельних написах в Аджайгарху.

## Життєпис
Походив з династії Чандела. Другий син магараджахіраджи Кірті-вармана. Посів трон близько 1120 року після смерті (за менш достовірною версією — зречення) свого небожа Джаявармана.
Написи Чандела не згадують жодних славетних досягнень цього володаря. На думку дослідників це свідчить, що він не проводив агресивну зовнішню політику, а також не стикався з зовнішнього загрозою з боку сусідів (Парамара і Калачура), а також Газневідського султанату, де в цей час відбувалася внутрішня колотнеча.
Більше уваги приділяв внутрішнім справам, виправленню правосуддя, поліпшення господарства та наповнення скарбниці. Прітвіварман випускав мідні монети із зображенням божества Ханумана. Продовжив практику підтрики храмів шиваїстів, вищнуїстів, джайністів. Разом з ти в його панування остаточно оформилася практична передачі вищих цивільних посад в рамках одієї родини чи одного роду.
Помер близько 1128/1129 року. Йому спадкував син Мадана-варман.